# Parakarungu
Parakarungu är en ort (village) i distriktet Chobe i norra Botswana. 